# Cus D'Amato
Costantine D'Amato, detto Cus (New York, 17 gennaio 1908 – New York, 4 novembre 1985), è stato un manager e allenatore di pugilato statunitense di origine italiana, tra i più conosciuti nel mondo della boxe.

## Biografia
Figlio di immigrati italiani, Damiano D'Amato (1868-1938) ed Elisabetta Rosato (1875-1913), nativi di Toritto, vicino a Bari, nacque nel famigerato quartiere del Bronx, a New York. A soli ventidue anni ha aperto l'Empire Sporting Club al fianco di Jack Barrow nella Gramercy Gym; ha inoltre trascorso parte della sua vita in giro per le palestre alla ricerca di nuovi talenti.
È stato lo scopritore, manager e allenatore personale del campione del mondo Floyd Patterson e ha allenato e gestito la carriera di importantissimi pugili come José Torres; è stato inoltre scopritore, manager, allenatore e padre adottivo di Mike Tyson oltre che il principale maestro e punto di riferimento per diversi allenatori di successo tra cui Teddy Atlas, Kevin Rooney e Joe Fariello. Un altro pugile scoperto da D'Amato, che però ha vinto il titolo del mondo dei pesi medi sotto la guida di altri allenatori e dirigenti, è stato Rocky Graziano.
È anche noto per aver sviluppato la tecnica pugilistica chiamata Peek-a-Boo (che in inglese rimanda al gioco per bambini Bubù-Settete), uno stile offensivo nel quale il pugile tiene le mani alte di fronte al viso e si muove rapidamente.
È morto nel 1985 a Catskill, a causa di una polmonite.

## Maratona online di memoria
Dal 26 ottobre al 4 novembre 2017 si è svolto il progetto internazionale "Scienza della vittoria", una maratona online dedicata alla memoria di D'Amato a cui hanno partecipato diversi esperti provenienti da varie parti del mondo nonché personalità di spicco del pugilato professionistico e dilettantistico, giornalisti e campioni di boxe tra i quali Silvio Branco, Patrizio Oliva, Gordon Marino e altri.
I presenti hanno condiviso le proprie opinioni su Cus e sui suoi risultati, mentre il motivo della maratona era la presentazione del libro Pendolo senza compromessi (Non-compromised pendulum) scritto da Tom Patti, discepolo di D'Amato, e Oleg Maltsev.